# Cneoranidea wuyiensis
Cneoranidea wuyiensis là một loài bọ cánh cứng trong họ Chrysomelidae. Loài này được Yang & Wang in Wang & Wu miêu tả khoa học năm 1998.